# الاستفتاء الرئاسي السوري 1985
'الاستفتاء الرئاسي السوري 1985 أو الانتخابات الرئاسية في سورية' 1985 والتي تمت في 10 شباط 1985، هي ثالث انتخابات رئاسية في ظل الجمهورية الثانية بعد استلام حزب البعث للسلطة في البلاد، وثالث انتخابات تسفر عن فوز حافظ الأسد بالرئاسة، وقد شارك بها وفق الإحصاءات الرسمية 99.4% من الشعب.

## النتائج
| الاختيار    | الأصوات   | %   |
| ----------- | --------- | --- |
| حافظ الأسد  | 6,200,428 | 100 |
| غير موافق   | 376       | 0   |
| أصوات باطلة | 1,456     | -   |
| المجموع     | 6,202,260 | 100 |